# FREENOTE
FREENOTEは、日本の2人組バンド。TOY'S FACTORY・FIELD NOTE所属。略称（愛称）はフリノ。2013年8月25日、下北沢CLUB Queのライブをもって解散。

## 概要

### 音楽性
バンド名は英語で「自由な音色」の意味を持つ。
インディーズ時代からメジャー初期は比較的ロックな楽曲で作品が構成され、ボーカルの秦もギターを弾き語る演奏スタイルを主としていたが、3枚目のシングル「ウォークメン」からは打ち込みのトラックメイキングを取り入れるなど、作風がポップス志向へと変化していくようになる（シングルカップリング収録曲は比較的ロック色の強い楽曲が多い）。ベースの佐藤周作が脱退してからはポップス志向が顕著となり、5枚目のシングル「ピアノを弾いて」以降からは秦の演奏スタイルがキーボードやピアノの弾き語りを主とするようになる。

### 略歴
2002年4月、関西大学の軽音楽サークル「HumanBeing」で結成される。結成当初は大阪のライブハウスを拠点に活動を行う。ライブ活動を続けていた際にインディーズよりミニアルバム『風花』をリリースするが、その頃はセールスや人気は振るわなかった。
2003年6月、バンドのあり方を模索し続ける中でより多くの人に自分たちの音楽を知ってもらいたいという思いから、活動の場をライブハウスからJR大阪駅前の梅田歩道橋に移し、ストリート活動を開始する。口コミで噂が広まり、メンバーの手売りによる「終電マスター」1曲収録のCD-Rは1日に100枚以上売れる程好調であった。
CD-Rの好調な売れ行きに、テレビ朝日系音楽番組『THE STREET FIGHTERS』が注目し、2003年夏から番組内で複数回に渡って取り上げられる。12月3日にミニアルバム『終電マスター』を発表。
2004年5月26日、シングル「キライチューン」でTOY'S FACTORYよりメジャーデビュー。
2005年4月20日、これまでの活動の集大成となる初のフルアルバム『Introducing the popline according to FREENOTE』を発表。9月30日をもって、これまでベースを担当してきた佐藤周作が脱退。4人編成から3人編成へと変わる。
2006年からはレコーディングを行いながらもライブ活動を主に行う。
2007年7月25日、アルバム『オトノハトライアングル』を発表。
2008年9月24日、アルバム『ルート3』を発表。
2009年6月18日、ドラム・太田真豪が脱退。
2009年9月16日、アルバム『チョコレートボックスオーケストラ』を発表。
2013年8月25日、下北沢CLUB Queでラストライブを開催し解散。

## メンバー
- 秦千香子 （はた ちかこ、1980年8月24日 - ）
  - ボーカル・キーボード・ピアノ・ギター担当。石川県珠洲市出身。血液型B型。
- 坂本昌也（さかもと まさや、1980年9月17日 - ）
  - ギター担当。和歌山県有田郡出身。血液型O型。

サポートメンバー
- 中村昌史 （なかむら まさひと、1981年10月8日 - ）
  - ベース担当。千葉県千葉市出身。血液型B型。
  - 2006年2月参加。

元メンバー
- 佐藤周作 （さとう しゅうさく、1981年3月25日 - ）
  - ベース担当。大阪府出身。
  - 2005年9月30日脱退。脱退後はKELUNのベーシストとして活動。
- 太田真豪 （おおた しんご、1980年7月7日 - ）
  - ドラム・パーカッション担当。兵庫県西宮市出身。血液型O型。2009年6月18日脱退。

## ディスコグラフィー

### シングル
1. キライチューン（2004年5月26日）
2. Re:チャンネル（2004年11月10日）
3. ウォークメン（2005年3月2日）
4. さよならの歌（2005年8月24日）
  - CD-EXTRA仕様（「さよならの歌」PV収録）
5. ピアノを弾いて（2005年11月9日）
  - CD-EXTRA仕様（「ピアノを弾いて」PV収録）

### アルバム
1. Introducing the popline according to FREENOTE（2005年4月20日）
2. オトノハトライアングル（2007年7月25日）
  - DVD付（「ターミナル」ショートムービー「Shady and Lovely」収録）
3. ルート3（2008年9月24日）
4. チョコレートボックスオーケストラ（2009年9月16日）

### インディーズミニアルバム
1. 風花（2002年11月7日）廃盤
2. 終電マスター（2003年12月3日）

### 参加作品
- スポコン! -Sports Music Compilation-（2009年2月25日）
  - 「歩いていこう」収録

## タイアップ一覧
| 使用年 | 曲名               | タイアップ                                                                      | 初出作品                                     |
| ------ | ------------------ | ------------------------------------------------------------------------------- | -------------------------------------------- |
| 2004年 | キライチューン     | テレビ朝日系アニメ『ボボボーボ・ボーボボ』エンディングテーマ（第20話 - 第32話） | シングル「キライチューン」                   |
| 2004年 | ボクラリズム       | テレビ東京系『JAPAN COUNTDOWN』2004年6月度オープニングテーマ                    | シングル「キライチューン」                   |
| 2004年 | Re:チャンネル      | テレビ朝日系『奇跡の扉 TVのチカラ』エンディングテーマ                           | シングル「Re:チャンネル」                    |
| 2004年 | エアロプレイン     | テレビ朝日系『やぐちひとり』エンディングテーマ                                  | シングル「Re:チャンネル」                    |
| 2005年 | ウォークメン       | テレビ神奈川『音楽缶』2005年4月度テーマソング                                   | シングル「ウォークメン」                     |
| 2007年 | Life is Beautiful  | TBS『デジ@缶』2007年7月度エンディングテーマ                                     | アルバム「オトノハトライアングル」           |
| 2007年 | HOME               | テレビ東京系ドラマ24『BOYSエステ』エンディングテーマ                            | アルバム「オトノハトライアングル」           |
| 2007年 | ターミナル         | 中京テレビ『PS』2007年8月度エンディングテーマ                                   | アルバム「オトノハトライアングル」           |
| 2007年 | 歩いていこう       | アシックス「ローリングス」CMソング                                              | アルバム「オトノハトライアングル」           |
| 2008年 | そらいろ           | ウェザーニューズ（BS910）『SOLiVE24』「毎月16日はソライロの日」メインテーマ     | アルバム「ルート3」                          |
| 2009年 | リフレイン         | 関西テレビ『ぶったま!』エンディングテーマ                                       | アルバム「チョコレートボックスオーケストラ」 |
| 2009年 | 片恋ライナー       | 関西テレビ『トミーズのはらぺこキッチン 極』エンディングテーマ                   | アルバム「チョコレートボックスオーケストラ」 |
| 2009年 | ふたりをつなぐもの | TBS『ホリさまぁ〜ず』10月・11月度エンディングテーマ                             | アルバム「チョコレートボックスオーケストラ」 |

## ヘビーローテーション/パワープレイ

### テレビ
| 放送年 | 曲名       | ヘビーローテーション/パワープレイ                |
| ------ | ---------- | ------------------------------------------------ |
| 2007年 | ターミナル | 日本テレビ系『音楽戦士 MUSIC FIGHTER』POWER PLAY |

## 出演
- FREENOTEの半生音楽堂（2004年4月4日 - 2005年9月26日、fm osaka）
- ヤングパーク（秦千香子のみ出演、2004年4月 - 10月、MBSラジオ）
- UTA LABO（秦千香子のみ出演、2008年10月5日 -12月　、FM-FUJI）